# Пелайос-дель-Арройо
Пелайос-дель-Арройо (ісп. Pelayos del Arroyo) — муніципалітет в Іспанії, у складі автономної спільноти Кастилія-і-Леон, у провінції Сеговія. Населення — 70 осіб (2010).
Муніципалітет розташований на відстані близько 75 км на північ від Мадрида, 19 км на північний схід від Сеговії.
На території муніципалітету розташовані такі населені пункти: (дані про населення за 2010 рік)
- Пелайос-дель-Арройо: 59 осіб
- Тенсуела: 11 осіб

## Демографія
Динаміка населення (INE ):